# Rasassination
Albums de Ras Kass
Soul on Ice
(1996) Institutionalized
(2005)
Singles
1. Ghetto Fabulous
Sortie : 27 février 1998

Rasassination est le deuxième album studio de Ras Kass, sorti le 23 juin 1998.
L'album s'est classé 11e au Top R&B/Hip-Hop Albums et 63e au Billboard 200.

## Liste des titres
| No  | Titre                                                                           | Contient un (des) sample(s) de                                                                                        | Durée |
| --- | ------------------------------------------------------------------------------- | --- | ----- |
| 1.  | Endtro (Produit par Ras Kass et Stu-B-Doo)                                      | | 1:47  |
| 2.  | Rasassination (Produit par Stu-B-Doo)                                           | Shaft in Africa de Johnny Pate                                                                                        | 4:33  |
| 3.  | Ghetto Fabulous (featuring Dr. Dre et Mack 10 – Produit par Stu-B-Doo)          | Trans-Europe Express de Kraftwerk Kiev Evening des 101 Strings (en) Deja Vu (Uptown Baby) de Lord Tariq et Peter Gunz | 4:30  |
| 4.  | Lapdance (featuring RC – Produit par Stu-B-Doo)                                 | Do You Love What You Feel de Rufus & Chaka Khan The Ballad of Dorothy Parker de Prince                                | 4:34  |
| 5.  | Skit #1 (Produit par Stu-B-Doo)                                                 | | 0:47  |
| 6.  | Conceited Bastard (Produit par Klev et Ras Kass)                                | The Most Beautifullest Thing in This World de Keith Murray La Di Da Di de Doug E. Fresh et Slick Rick                 | 4:14  |
| 7.  | Ice Age (featuring El Drex, Kurupt et Young Gotti – Produit par Twelve)         | Hail Mary de 2Pac featuring Kastro, Prince Ital Joe et Young Noble                                                    | 4:39  |
| 8.  | ...In a Coogi Sweatsuit (Skit)                                                  | | 1:57  |
| 9.  | H2O Proof (featuring Saafir – Produit par Big Jaz)                              | Ainsi parlait Zarathoustra de Richard Strauss You Make Me Wanna d'Usher Soul on Ice (Remix) de Ras Kass               | 4:21  |
| 10. | It Is What It Is (featuring Jazze Pha – Produit par Klev et Ras Kass)           | If You Were Here Tonight, de Alexander O'Neal (1985)                                                                  | 4:57  |
| 11. | Interview with a Vampire (featuring God & Satan – Produit par Klev et Ras Kass) | | 6:56  |
| 12. | Wild Pitch (featuring Jah Skillz et Xzibit – Produit par Stu-B-Doo)             | Books and Basketball (Montage) de Billy Preston et Syreeta                                                            | 4:18  |
| 13. | OohWee! (Produit par Klev)                                                      | Mr. Groove de One Way                                                                                                 | 4:01  |
| 14. | All or Nuthin' (featuring Twista – Produit par Toxic)                           | | 3:57  |
| 15. | Grindin' (featuring Bad Azz – Produit par Easy Mo Bee)                          | | 3:46  |
| 16. | I Ain't Fuckin' With You (Produit par Flip)                                     | Fat Albert Creativity de John Braden et Bill Cosby Slam d'Onyx                                                        | 4:40  |
| 17. | Get At Me (Produit par Flip)                                                    | | 4:08  |
| 18. | The End (featuring RZA – Produit par Easy Mo Bee)                               | Nighttime d'Oliver Sain                                                                                               | 4:16  |